# Dicliptera rauhii
Dicliptera rauhii är en akantusväxtart som beskrevs av D.C. Wasshausen. Dicliptera rauhii ingår i släktet Dicliptera och familjen akantusväxter. Inga underarter finns listade i Catalogue of Life.